# 早稲田大学ア式蹴球部女子
早稲田大学ア式蹴球部女子（わせだだいがく アしきしゅうきゅうぶじょし、英語: Waseda University Association Women Football Club）は、東京都西東京市にある早稲田大学の女子サッカー部である。

## 主な成績
- 全日本大学女子サッカー選手権大会
  - 優勝：7回 （2005, 2009, 2010, 2015, 2016, 2017, 2021）
- 関東大学女子サッカーリーグ戦（1部）
  - 優勝：7回 （2007, 2010, 2011, 2012, 2013, 2015, 2020）
- 関東女子サッカーリーグ戦（1部）
  - 優勝：12回 （2009, 2010, 2011, 2012, 2013, 2014, 2015, 2016, 2017, 2018, 2019, 2021）

## 主な出身選手
- 天野実咲（2007年度卒）
- 山本りさ（2007年度卒）
- 小野瞳（2010年度卒）
- 石田みなみ（2013年度卒）
- 千葉望愛（2013年度卒）
- 山本摩也（2015年度卒）
- 奥川千沙（2017年度卒）
- 高瀬はな（2019年度卒）
- 村上真帆（2020年度卒）
- 髙橋雛（2022年度卒）
- 廣澤真穂（2022年度卒）
- ブラフ・シャーン（2022年度卒）
- 吉野真央（2022年度卒）
- 笠原綺乃（2023年度卒）
- 後藤若葉（2023年度卒）
- 三谷和華奈（2023年度卒）